# Łatwo przyszło, łatwo poszło
Łatwo przyszło, łatwo poszło – film muzyczny z 1967 r., w którym główną rolę gra Elvis Presley. Jest to ostatni obraz jaki Presley zrealizował dla wytwórni Paramount.

## Obsada
- Elvis Presley jako porucznik Ted Jackson
- Dodie Marshall jako Jo Symington
- Pat Priest jako Dina Bishop
- Pat Harrington Jr. jako Judd Whitman
- Skip Ward jako Gil Carey
- Sandy Kenyon jako porucznik Marty Schwartz
- Elsa Lanchester jako madame Neherina
- Frank McHugh jako kapitan Jack

## Fabuła
Presley grający główną rolę, wciela się w postać Teda Jacksona, płetwonurka marynarki wojennej, który właśnie kończy służbę. Ostatniego dnia natrafia na zatopiony statek i (jak sądzi) skrzynię ze skarbem. W celu określenia jej zawartości zwraca się o pomoc do kapitana Jacka, miejscowego eksperta i znawcy żeglarskich opowieści, ale nawet on nie jest w stanie powiedzieć, co to może być za skarb. Ujawnia za to imię, jedynego potomka kapitana statku. Ted postanawia go odszukać, którym jest młoda kobieta, Jo Symington (Dodie Marshall). Zgadza się ona pomóc Tedowi pod warunkiem, że pieniądze zostaną przekazane na centrum sztuki. Ich próby zdobycia skarbu próbuje pokrzyżować para rzezimieszków, Gil Carey i Dina Bishop, którzy porywają kapitana Jacka i kradną wyposażenie Teda.

## Produkcja
Łatwo przyszło, łatwo poszło był ostatnim filmem Elvisa wyprodukowanym dla wytwórni Paramount i producenta Hala Wallisa. Elvis nie miał już wtedy serca ani do swojej filmowej kariery, ani do nagrywania kolejnych przeciętnych piosenek. Wspólnik pułkownika Parkera, Freddy Bienstock odpowiedzialny za zbieranie materiału do ścieżki dźwiękowej, zaproponował tak marne utwory, że sam Parker nie był zachwycony selekcją. Był świadom, że Elvis będzie rozgoryczony jeszcze bardziej, więc zaczął naciskać Bienstocka, by przygotował lepsze piosenki. Przewidywania pułkownika okazały się bardzo trafne, bo gdy tylko Elvis zapoznał się z materiałem, był wściekł. Wprost określił go w jednoznacznych i niecenzuralnych słowach.
Zdjęcia do filmu rozpoczęto 3 października 1966 r. Kręcono je m.in. na Long Beach Naval Station, w porcie Santa Monica i w Hollywood. Zakończono je ponad miesiąc później 7 listopada. Premiera w USA odbyła się 22 marca 1967 r. Film nie przyniósł oczekiwanych zysków, ale magazyn Variety umieścił go na 50 miejscu najlepszych filmów 1967 roku.
Po zakończeniu współpracy z Wallisem i Paramount, Elvis pozostał w dziesiątce najlepiej opłacanych gwiazd filmu. Kolejne obrazy nagrywał już dla wytwórni MGM.

## Ścieżka dźwiękowa
28 września 1966 r. w Radio Recorders w Hollywood, miała rozpocząć się sesja nagraniowa ścieżki dźwiękowej, ale Elvis się na nią spóźnił, podobnie było następnego dnia. Zaczęło to drażnić władze wytwórni, więc w końcu się na niej zjawił. Chociaż nagrania zaczynał wcześniej niż zwykle, gotowego materiału ciągle było za mało. Do filmu nagrano siedem piosenek, jednak jedną z nich, She's A Machine usunięto, gdyż Elvis jej nie cierpiał. Wydano ją później na kompilacyjnym albumie Elvis Sings Flaming Star. Przy tworzeniu ścieżki pomagali mu członkowie zespołu Red West, którzy napisali kilka utworów i zmienili piosenkę, Stop, You're Wrong na You Gotta Stop, którą później wykorzystano w filmie. Wszystkie utwory, które się w nim pojawiły, wydano jako minialbum w maju 1967 r. Nie odniósł on jednak wielkiego sukcesu, gdyż sprzedano zaledwie 30 000 egzemplarzy. Wtedy też ostatni raz wydano nagrania Elvisa w takim formacie.
Lista utworów:
1. Easy Come Easy Go
2. Love Machine
3. Yoga Is As Yoga Does
4. You Gotta Stop
5. Sing You Children
6. I'll Take Love